# Ewelina Tobiasz
Ewelina Tobiasz (ur. 6 lutego 1994 w Tarnowie) – siatkarka grająca na pozycji rozgrywającej, reprezentantka Polski kadetek, juniorek, a także seniorek.

## Kariera sportowa
Zawodniczka wzięła udział w Mistrzostwach Europy kadetek w 2011 roku. W turnieju w Ankarze biało-czerwone spisały się bardzo dobrze, zajmując wysokie piąte miejsce, które jest jednocześnie kwalifikacją do Mistrzostw Świata. W fazie grupowej podopieczne Andrzeja Pecia wygrały trzy mecze, pokonując m.in. późniejsze mistrzynie Europy, Turczynki, i były o krok od awansu do strefy medalowej. Ostatecznie zagrały o miejsca 5.-8. Najpierw pokonały Grecję 3:1, a w decydującym o piątej lokacie spotkaniu rozprawiły się ze Słowacją, 3:0.
Następnie reprezentowała Polskę na Mistrzostwach Świata, w których zespół zajął 4. miejsce.
W 2012 roku odniosła swój pierwszy sukces w reprezentacji juniorek. W Mohylewie wraz z reprezentacją uzyskała awans na Mistrzostwa Europy juniorek.
Otrzymała powołanie do szerokiej kadry seniorskiej reprezentacji Polski, prowadzonej przez trenera Alojzego Świderka w roku 2012. W Łodzi przygotowywała się także z zawodniczkami powołanymi na zawody Grand Prix.
W tym samym roku zadebiutowała także w reprezentacji Polski seniorek przeciwko Rosji podczas turnieju o Puchar Borysa Jelcyna.
Wystąpiła w niej 4 razy (stan na koniec 2012).
Od 2013 jej managerem jest Roberto Mogentale, mąż siatkarki Małgorzaty Glinki-Mogentale.
W sezonie 2013/2014 I ligi w piłce siatkowej kobiet była w składzie drużyny AZS KSZO Ostrowiec Świętokrzyski, która wywalczyła historyczny awans do ORLEN Ligi, najwyższej klasy rozgrywkowej, wygrywając wszystkie mecze zarówno w sezonie regularnym jak i w play-off.
Po występach w debiutanckim sezonie KSZO w Orlen Lidze została powołana przez trenera reprezentacji narodowej seniorek Jacka Nawrockiego do szerokiej kadry na World Grand Prix.

## Sukcesy klubowe
Mistrzostwo I ligi:
- 2014

Mistrzostwo Polski:
- 2017, 2019

Superpuchar Polski:
- 2018, 2020